# 102ª Squadriglia
La 102ª Squadriglia del Corpo Aeronautico del Regio Esercito nasce con aerei Farman 14.

## Storia

### Prima guerra mondiale
Nasce come Sezione Difesa di Ancona il 1º febbraio 1916 ad Osimo con 2 piloti tra cui il Tenente Antonio Gallotti per 4 Farman 14 ed in primavera arrivano altri 2 piloti.
Il 3 aprile avviene un raid su Ancona di 10 aerei nemici e la Sezione partecipa insieme alle batterie antiaeree del un treno armato 8 della Regia Marina, attaccandoli con il Ten. Gallotti ed altri due piloti, obbligandoli ad allontanarsi dalla città.
In seguito arrivano altri 5 Farman ed un Farman con motore Colombo.
La 102ª Squadriglia Farman viene creata il 1º gennaio 1917 con 5 piloti con Farman con motore Fiat A.10 e Farman Colombo ed in febbraio arrivano 2 Savoia-Pomilio SP.2 ed altri 2 piloti iniziando i voli di notte.
Nell'estate dispone di Savoia-Pomilio SP.3, S.P.2 e Farman per 8 piloti ed 3 novembre il Sergente Luigi Mancini costringe all'ammaraggio un idrovolante nemico.
Il 15 dicembre il comando passa al Ten. Carlo Vazzoler che dispone di altri 5 piloti ed in seguito riceve una Sezione Nieuport 80 cv che viene rimpiazzata nel mese di agosto 1918 da tre Ansaldo S.V.A. 3. 
Il 15 settembre dispone di 9 SVA e 4 S.P.2 per 8 piloti.
Viene sciolta il 18 gennaio 1919.

### Regia Aeronautica
Nel 1935 era nel 10º Gruppo o X Grupo de Caza sui Fiat C.R.32 con i quali nel gennaio 1938 è all'Aeroporto di Palma di Maiorca nell'Aviazione Legionaria e nel marzo 1939 vi arriva anche Giacomo Metellini. L'unità era al comando del Capitano Pietro Scapinelli di Leguigno (’Salvini’).
In Italia fino al 1938 volava sui Caproni A.P.1 all'Aeroporto di Ciampino inquadrata nel 19º Gruppo Autonomo Combattimento (XIX Gruppo) del 5º Stormo d'Assalto della Regia Aeronautica. 
Il 10 giugno 1940 la 102ª Squadriglia volava con 4 Breda Ba.88 di stanza all'Aeroporto di Alghero-Fertilia per l'Aeronautica della Sardegna - ASAR.
La squadriglia poi entra nell'Aeronautica Cobelligerante Italiana assegnata ora al 2º Gruppo Trasporti (2º Gruppo volo) di stanza sull'Aeroporto di Lecce-Galatina con gli S.M.81.